# おぐらとしひろ
おぐら としひろ（1971年〈昭和46年〉5月9日 - ）は、日本の俳優、アクション監督である。スタントマンや特撮番組のスーツアクターとしての活躍で知られている。ジャパンアクションエンタープライズ（JAE）所属。
本名・旧芸名は小倉 敏博（読み同じ）。東京都出身。体重52kg。

## 人物・来歴
JAC（現JAE）第20期生。全身を用いたアクションを得意としている。
高校生の時に、JAC創立20周年記念映画『リメインズ 美しき勇者たち』のオーディションに合格し、JACに入門。後楽園ゆうえんちの『鳥人戦隊ジェットマン』ショーで補助を務めた後、JACが統合された日光江戸村のアクションショーに配属される。
スーツアクターとしては、後楽園ゆうえんちの『五星戦隊ダイレンジャー』ショーで戦闘員役を初めて務め、特撮テレビドラマ『重甲ビーファイター』の怪人役を経て、『ビーロボカブタック』『テツワン探偵ロボタック』『燃えろ!!ロボコン』の3作品でレギュラーを務めた。
同枠が平成仮面ライダーシリーズへ移行したころより、同シリーズにスポットで参加しつつ、活動の中心を小劇場に移す。2007年『仮面ライダー電王』のリュウタロス役で『ロボコン』以来のレギュラーキャラクターを担当。『海賊戦隊ゴーカイジャー』や『仮面ライダーウィザード』でもレギュラーを務めた。
2010年2月には、JAE所属俳優による音楽ユニット「J-MEN」に参加。1stシングル「限界Revolution」で歌手デビューを果たしている。
『ゴーカイジャー』などでアクション監督補佐を務めた後、映画『宇宙刑事ギャバン THE MOVIE』でアクション監督としてデビュー。以後、俳優業と並行してアクション監督としても活動している。

## エピソード
JACを志望した理由は、小学生時代から愛好していた必殺シリーズにJACのメンバーが多数出演していたからであったが、入所後に同シリーズはJACメインではないことを聞き間違いに気づいたという。オーディションではトランポリンを踏み外しており、おぐら自身はなぜ合格できたかわからないと述べており、またトランポリンもトラウマになったという。
日光江戸村では、毎日十数ステージの立ち回りを経験したことが自身の財産になっているといい、また高岩成二や岡元次郎らJACの先輩との絡みを経験できたことも勉強になったと述べている。
『重甲ビーファイター』第27話で演じたイカリボンバ2は、ロボット怪人であることからおぐらはロボットをイメージして演じたところアクション監督の竹田道弘から「ロボコンじゃねえんだよ」と叱責され、周囲は爆笑していたがおぐら自身はショックを受けたという。しかし翌々年『ロボコン』と同じロボットコメディ作品である『カブタック』になりレギュラーを得ることができ、従来通りの作品では自身がレギュラー入りすることはなかっただろうと述べている。
『仮面ライダー響鬼』でバケネコ役に起用されたのは、おぐらが飼っていた猫の話をよくしていたところ、アクション監督の宮崎剛から猫つながりで勧められたからであった。
『アクマイザー3』を愛好しており、映画『仮面ライダー×仮面ライダー ウィザード&フォーゼ MOVIE大戦アルティメイタム』でアクマイザー3のリメイクキャラクターが登場することを聞きつけた際は、自ら監督の坂本浩一に電話し、『アクマイザー』のガブラのリメイクであるガーラ役を得た。ガーラが水を飲む描写は脚本にはなく、おぐらの発案によりオリジナルを踏襲したものである。

## 出演
※『JAE NAKED HERO』「LIST OF WORKS おぐらとしひろ」より

### テレビドラマ（出演）
- 徳川無頼帳（1992年、TXN）[9][注釈 2]
- ママチャリ刑事（1999年、TBS） - 京本政樹吹き替え[注釈 2]
- マッハ V6 SP 「big」大作戦（2000年、CX）[注釈 2]
- 月曜ミステリー劇場「愛、輪廻のワルツ 昭和ロマネスク」（2001年、TBS） - 吹き替え[注釈 2]
- はみだし刑事情熱系 第22話（2001年、ANB） - 男B 役[注釈 2]
- ルーキー（2001年、CX） - 堂本光一吹き替え[注釈 2]
- 土曜ワイド劇場（2002年、ANB） - 婦女暴行犯 役[注釈 2]
- 新・愛の嵐 第31・32話（2002年、CX） - 坂巻 役[注釈 2]
- 月曜ミステリー劇場「隣の女」（2003年、TBS） - 警備員 役[注釈 2]
- ハマの静香は事件がお好き 第2話（2004年、CX）[注釈 2]
- 電車男 第2話（2005年、CX） - ショッカー 役[注釈 2]
- 義経 第27話（2005年、NHK） - 兵士 役[注釈 2]
- 結婚できない男（2006年、関西テレビ） - カップル男 役[注釈 2]
- 隣の女〜幽霊屋敷の殺人事件!?（2006年、TBS）[注釈 2]
- 拝啓、父上様（2007年、CX） - ホリイグループ社員 役[注釈 2]
- 貧乏男子 ボンビーメン 第8話（2008年、NTV） - 自転車の男 役[注釈 2]
- 浅見光彦シリーズ「棄霊島」（2011年、CX）
- クロヒョウ2 龍が如く 阿修羅編 第11話（2012年、TBS） - 刑事 役
- 金田一少年の事件簿N（neo）（2014年、日本テレビ） - ACTIONクルー
- ヤメゴク〜ヤクザやめて頂きます〜 第2話（2015年、TBS） - 三枝部下 役
- スニッファー 嗅覚捜査官（2016年、NHK総合） - ACTIONクルー
- 絶対零度〜未然犯罪潜入捜査〜 第2話（2020年、CX） - 医師 役[10]

### 特撮テレビドラマ（出演）
- 仮面ライダーシリーズ
  - 仮面ライダークウガ（2000年 - 2001年） - 警察官、ゴ・ジャラジ・ダ[8][注釈 2]
  - 仮面ライダーアギト（2001年 - 2002年） - 補助[9][注釈 2]
  - 仮面ライダー響鬼（2005年 - 2006年） - バケネコ[9][注釈 2]
  - 仮面ライダーカブト（2006年 - 2007年）[9][注釈 2]
  - 仮面ライダー電王（2007年 - 2008年） - リュウタロス[出典 3]、ジョギング中の男[12]、加藤浩 役
  - 仮面ライダーキバ（2008年 - 2009年） - 警官 役
  - 仮面ライダーディケイド（2009年） - 仮面ライダー電王 ガンフォーム[13]、リュウタロス[8]
  - 仮面ライダーW（2009年 - 2010年） - 警備員 役
  - 仮面ライダーオーズ/OOO（2010年 - 2011年）
  - 仮面ライダーフォーゼ（2011年 - 2012年）
  - 仮面ライダーウィザード（2012年 - 2013年） - メデューサ[11]、伊藤和洋 役
  - 仮面ライダー鎧武/ガイム（2013年 - 2014年） - 被害者 役
  - 仮面ライダードライブ（2014年 - 2015年） - メディックロイミュード[11][14]
  - 仮面ライダーゴースト（2015年 - 2016年） - 豚（第36話）[15]
  - 仮面ライダーエグゼイド（2016年 - 2017年）
  - 仮面ライダービルド（2017年 - 2018年）
  - 仮面ライダージオウ（2018年 - 2019年） - リュウタロス[16]
  - 仮面ライダーゼロワン（2019年 - 2020年） - 整備主任（第8話） 役[17]
  - 仮面ライダーセイバー（2020年 - 2021年）
  - 仮面ライダーギーツ（2022年 - 2023年） - アクションクルー
- スーパー戦隊シリーズ
  - 恐竜戦隊ジュウレンジャー（1992年 - 1993年） - 補助[9][注釈 2]
  - 忍者戦隊カクレンジャー（1994年 - 1995年）[9][注釈 2]
  - 百獣戦隊ガオレンジャー（2001年 - 2002年）[注釈 2]
  - 爆竜戦隊アバレンジャー（2003年 - 2004年）[注釈 2] - バーミア兵[18]
  - 轟轟戦隊ボウケンジャー（2006年 - 2007年）[注釈 2]
  - 獣拳戦隊ゲキレンジャー（2007年 - 2008年）[注釈 2]
  - 炎神戦隊ゴーオンジャー（2008年 - 2009年） - ヒキガネバンキ（第13話）[9]、ウガッツ[8][注釈 2]
  - 侍戦隊シンケンジャー（2009年 - 2010年） - 医師 役
  - 天装戦隊ゴセイジャー（2010年 - 2011年） - 天狗のヒッ斗の声（epic26）、ネッシーのウオボ渦[9]
  - 海賊戦隊ゴーカイジャー（2011年 - 2012年） - ゴーミン[2]、サリー[出典 4]、サタラクラJr.（第25・26話）[2][3]、ダイランドー[2][3]
  - 特命戦隊ゴーバスターズ（2012年 - 2013年） - フィルムロイド[20]
  - 獣電戦隊キョウリュウジャー（2013年 - 2014年）
  - 烈車戦隊トッキュウジャー（2014年 - 2015年）
  - 手裏剣戦隊ニンニンジャー（2015年 - 2016年）
  - 動物戦隊ジュウオウジャー（2016年 - 2017年）
  - 宇宙戦隊キュウレンジャー（2017年 - 2018年） - クエルボ[11]
  - 快盗戦隊ルパンレンジャーVS警察戦隊パトレンジャー（2018年 - 2019年） - パトレン2号（第19話代役）[21]、トカゲイル・ナクシャーク（人間体・怪人態の声）[11] 役
  - 騎士竜戦隊リュウソウジャー（2019年 - 2020年） - ティラミーゴ[出典 5]
  - 王様戦隊キングオージャー（2023年 - 2024年）
  - 爆上戦隊ブンブンジャー（2024年 - 2025年） - デコトラーデ[23][5]
- メタルヒーローシリーズ
  - 特救指令ソルブレイン（1991年 - 1992年） - 補助、警官 役[9][注釈 2]
  - 重甲ビーファイター（1995年 - 1996年） - イカリボンバ2（第27話）[9][3]、ジャマー[要出典]、補助[注釈 2]
  - ビーファイターカブト（1996年 - 1997年）[8][注釈 2]
  - ビーロボカブタック（1997年 - 1998年） - クワジーロNモード[8][1][注釈 2]
  - テツワン探偵ロボタック（1998年 - 1999年） - カバドスN・Sモード[8][注釈 2]
- 超光戦士シャンゼリオン（1996年）[注釈 2]
- 燃えろ!!ロボコン（1999年 - 2000年） - ロボボス[8]、ロボビン[9]、ロボケロ[9][注釈 2]

#### テレビスペシャル
- 手裏剣戦隊ニンニンジャーVS仮面ライダードライブ 春休み合体1時間スペシャル（2015年）

### バラエティ番組（出演）
- 筋肉番付（1996年、TBS） - チャレンジャー[6][注釈 2]
- 8時だJ（1998年、ANB）[注釈 2]
- SMAP×SMAP（2000年、CX）[注釈 2]
- めちゃ×2イケてるッ!（2001年、CX）[注釈 2]
- 笑う犬の発見 黄金ナット（2001年、CX）[注釈 2]
- ココリコミラクルタイプ（2002年 - 2005年、CX） - カンフーの達人 役[注釈 2]
- すばらしき活弁の世界（2002年、NHK BS2）[注釈 2]
- 『ぷっ』すま（2003年、ANB）[注釈 2]
- ぐるぐるナインティナイン（2003年 - 2008年、NTV） - 忍者 役[注釈 2]
- ビートたけしの!こんなはずでは!!（2003年 - 2004年、ANB） - チンピラ 役[注釈 2]
- さんま&SMAP 美女と野獣のスペシャルクリスマス 2004（2004年、NTV） - ジムの練習生 役[注釈 2]
- 爆笑そっくりものまね紅白歌合戦スペシャル（2005年、CX） - ショッカー 役[注釈 2]
- 第44回新春かくし芸大会2007（2007年、CX） - チンピラ 役[注釈 2]
- 関ジャニ特命捜査班7係（2016年1月30日、日本テレビ）
- にじいろジーン（2016年11月19日、関西テレビ）

### 映画（出演）
- 宣戦布告（2000年） - 対銃器部隊 役[注釈 2]
- 陰陽師（2001年、東宝） - 検非違使 役[注釈 2]
- 3on3（2002年、ケイエスエス） - 憲兵 役[注釈 2]
- WASABI（2002年） - 黒服の男 役[注釈 2]
- 突入せよ! あさま山荘事件（2002年、東宝） - 山野小隊員 役[注釈 2]
- 壬生義士伝（2003年、松竹） - 官軍鉄砲隊 役[注釈 2]
- COSMIC RESCUE（2003年） - 森田剛吹き替え[注釈 2]
- 座頭市（2003年、松竹） - 舟八一家の乾分 役[注釈 2]
- NINJYA GIRLS（2003年） - 捨吉 役[注釈 2]
- 陰陽師II（2003年） - 検非違使 役[注釈 2]
- ゴジラ FINAL WARS（2004年、東宝） - エビラ[出典 6]、アンギラス[出典 6]、カイザーギドラ[出典 6][注釈 2]
- 忍 SHINOBI-HEART under BLADE（2005年、松竹） - 柳生忍者 役[注釈 2]
- 日本沈没（2006年、東宝） - 森谷レスキュー隊員 役[注釈 2]
- ゲゲゲの鬼太郎（2007年、松竹） - 気狐 役[注釈 2]
- 図鑑に載ってない虫（2007年、日活）[注釈 2]
- ザ・マジックアワー（2008年、東宝） - 子分 役[注釈 2]
- 特命係長 只野仁 最後の劇場版（2008年、松竹） - 組員 役
- 20世紀少年 第1章（2008年、東宝） - SAT 役[注釈 2]
- しんぼる（2009年、松竹）
- BECK（2010年、松竹）
- あしたのジョー（2011年、東宝） - レフリー 役
- エイトレンジャー∞（2012年、東宝） - テロリスト 役、ヒーロー吹き替え
- エイトレンジャー2（2014年、東宝） - テロリスト 役、ヒーロー吹き替え
- 暗殺教室（2015年、東宝） - ACTIONクルー、セーフティー
- 天空の蜂（2015年、松竹） - アクションクルー
- セイバー+ゼンカイジャー スーパーヒーロー戦記（2021年、東映） - リュウタロス[24]
- 仮面ライダーシリーズ（東映）
  - 劇場版 仮面ライダーアギト PROJECT G4（2001年） - フォルミカ・ペデス[8][注釈 2]
  - 劇場版 仮面ライダー龍騎 EPISODE FINAL（2002年） - シアゴースト[9][注釈 2]
  - 劇場版 仮面ライダー剣 MISSING ACE（2004年） - アルビローチ[9] ※ノンクレジット
  - 劇場版 仮面ライダー響鬼と7人の戦鬼（2005年） - 魔化魍忍群[8][注釈 2]
  - 劇場版 仮面ライダーカブト GOD SPEED LOVE（2006年）[25] ※ノンクレジット
  - 劇場版 仮面ライダー電王 俺、誕生!（2007年） - 仮面ライダー電王ガンフォーム / リュウタロス[8]
  - モモタロスのなつやすみ（2007年） - リュウタロス
  - 劇場版 仮面ライダー電王&キバ クライマックス刑事（2008年） - ヤクザ 役、リュウタロス[8]
  - 劇場版 仮面ライダーキバ 魔界城の王（2008年） - 救急隊員[26] 役
  - 劇場版 さらば仮面ライダー電王 ファイナル・カウントダウン（2008年） - 仮面ライダー電王ガンフォーム[27] / リュウタロス[8]
  - 劇場版 超・仮面ライダー電王&ディケイド NEOジェネレーションズ 鬼ヶ島の戦艦（2009年） - 村人 役、リュウタロス[8]、仮面ライダー王蛇[28]
  - 劇場版 仮面ライダーディケイド オールライダー対大ショッカー（2009年）
  - 仮面ライダー×仮面ライダー W&ディケイド MOVIE大戦2010（2009年）
  - 仮面ライダー×仮面ライダー×仮面ライダー THE MOVIE 超・電王トリロジー（2010年） - リュウタロス[29]
    - EPISODE RED ゼロのスタートウィンクル
    - EPISODE BLUE 派遣イマジンはNEWトラル
    - EPISODE YELLOW お宝DEエンド・パイレーツ

  - 仮面ライダーW FOREVER AtoZ/運命のガイアメモリ（2010年）
  - 仮面ライダー×仮面ライダー オーズ&ダブル feat.スカル MOVIE大戦CORE（2010年）
  - オーズ・電王・オールライダー レッツゴー仮面ライダー（2011年） - リュウタロス[30]、イカデビル[30]
  - 劇場版 仮面ライダーオーズ WONDERFUL 将軍と21のコアメダル（2011年） - 町人A 役[31]
  - 仮面ライダー×仮面ライダー フォーゼ&オーズ MOVIE大戦MEGA MAX（2011年）
  - 仮面ライダーフォーゼ THE MOVIE みんなで宇宙キターッ!（2012年）
  - 仮面ライダー×仮面ライダー ウィザード&フォーゼ MOVIE大戦アルティメイタム（2012年） - ガーラ、メデューサ[31]
  - 劇場版 仮面ライダーウィザード in Magic Land（2013年）
  - 仮面ライダー×仮面ライダー 鎧武&ウィザード 天下分け目の戦国MOVIE大合戦（2013年）
  - 劇場版 仮面ライダードライブ サプライズ・フューチャー（2015年）
  - 仮面ライダー×仮面ライダー ゴースト&ドライブ 超MOVIE大戦ジェネシス（2015年）メディックロイミュード[11]
  - 仮面ライダー1号（2016年）
  - 劇場版 仮面ライダーゴースト 100の眼魂とゴースト運命の瞬間（2016年）
  - 仮面ライダー平成ジェネレーションズ Dr.パックマン対エグゼイド&ゴーストwithレジェンドライダー（2016年）
  - 劇場版 仮面ライダーエグゼイド トゥルー・エンディング（2017年）
  - 仮面ライダー平成ジェネレーションズ FINAL ビルド&エグゼイドwithレジェンドライダー（2017年）
  - 劇場版 仮面ライダービルド Be The One（2018年）
  - 平成仮面ライダー20作記念 仮面ライダー平成ジェネレーションズ FOREVER（2018年） - リュウタロス[32]
  - 劇場版 仮面ライダージオウ Over Quartzer（2018年）[33]
  - 仮面ライダー 令和 ザ・ファースト・ジェネレーション（2019年）[34]
  - 仮面ライダー電王 プリティ電王とうじょう!（2020年） - リュウタロス[35]
  - 劇場版 仮面ライダーゼロワン REAL×TIME（2020年）[36]
  - 仮面ライダー THE WINTER MOVIE ガッチャード&ギーツ 最強ケミー★ガッチャ大作戦（2023年）
  - 仮面ライダーガヴ お菓子の家の侵略者（2025年）
- スーパー戦隊シリーズ（東映）
  - 劇場版 百獣戦隊ガオレンジャー 火の山、吼える（2001年）[注釈 2]
  - 炎神戦隊ゴーオンジャー BUNBUN!BANBAN!劇場BANG!!（2008年）
  - 天装戦隊ゴセイジャー エピックON THEムービー（2010年）
  - ゴーカイジャー ゴセイジャー スーパー戦隊199ヒーロー大決戦（2011年）
  - 海賊戦隊ゴーカイジャー THE MOVIE 空飛ぶ幽霊船（2011年）
  - 海賊戦隊ゴーカイジャーVS宇宙刑事ギャバン THE MOVIE（2012年）
  - 特命戦隊ゴーバスターズ THE MOVIE 東京エネタワーを守れ!（2012年）
  - 特命戦隊ゴーバスターズVS海賊戦隊ゴーカイジャー THE MOVIE（2013年）
  - 烈車戦隊トッキュウジャーVSキョウリュウジャー THE MOVIE（2015年）
  - 劇場版 動物戦隊ジュウオウジャー ドキドキサーカスパニック!（2016年）
  - 劇場版 動物戦隊ジュウオウジャーVSニンニンジャー 未来からのメッセージ from スーパー戦隊（2017年）
  - 宇宙戦隊キュウレンジャー THE MOVIE ゲース・インダベーの逆襲（2017年）
  - 快盗戦隊ルパンレンジャーVS警察戦隊パトレンジャー en film（2018年）
  - 騎士竜戦隊リュウソウジャー THE MOVIE タイムスリップ!恐竜パニック!!（2019年）
  - 劇場版 騎士竜戦隊リュウソウジャーVSルパンレンジャーVSパトレンジャー - ティラミーゴ[37]
  - 爆上戦隊ブンブンジャー 劇場BOON! プロミス・ザ・サーキット（2024年）
- スーパーヒーロー大戦シリーズ（東映）
  - 仮面ライダー×スーパー戦隊 スーパーヒーロー大戦（2012年） - リュウタロス、ゴーカイグリーン[31]
  - 平成ライダー対昭和ライダー 仮面ライダー大戦 feat.スーパー戦隊（2014年） - 漁師 役
  - スーパーヒーロー大戦GP 仮面ライダー3号（2015年）
  - 仮面ライダー×スーパー戦隊 超スーパーヒーロー大戦（2017年）

### オリジナルビデオ（出演）
- ビーロボカブタック クリスマス大決戦!!（1997年） [注釈 2]
- テツワン探偵ロボタック&カブタック 不思議の国の大冒険（1998年） [注釈 2]
- 燃えろ!!ロボコンVSがんばれ!!ロボコン（1999年）  - ロボボス 役[6][注釈 2]
- スーパー戦隊シリーズ
  - 百獣戦隊ガオレンジャーVSスーパー戦隊（2001年）[注釈 2]
  - 帰ってきた侍戦隊シンケンジャー 特別幕（2010年）
  - 海賊戦隊ゴーカイジャー キンキンに!ド派手に行くぜ!36段ゴーカイチェンジ!!（2011年）
  - 忍風戦隊ハリケンジャー 10 YEARS AFTER（2013年）
  - 炎神戦隊ゴーオンジャー 10 YEARS GRANDPRIX（2018年）
  - 王様戦隊キングオージャーVSキョウリュウジャー（2024年）
  - 爆上戦隊ブンブンジャーVSキングオージャー（2025年）
- 仮面ライダーシリーズ
  - 仮面ライダーアギト 3大ライダー超決戦（バトル）ビデオ アギトvsG3-Xvsギルス いま選ばれる最強ライダー（2001年）[注釈 2]
  - 仮面ライダー響鬼 超（ハイパー）バトルDVD 明日夢変身! キミも鬼になれる!!（2005年）[注釈 2]
  - 仮面ライダー電王 超バトルDVD 〜うたって、おどって、大とっくん!!〜（2007年） - リュウタロス
  - 仮面ライダーW 左翔太郎ハードボイルド妄想日記（2010年 - 2011年） - ドーパント[9]
  - ドライブサーガ（2016年）
    - 仮面ライダーチェイサー - エンジェルロイミュード[11]
    - 仮面ライダーマッハ/仮面ライダーハート

  - ビルド NEW WORLD 仮面ライダーグリス（2019年）
  - 仮面ライダージオウ NEXT TIME ゲイツ、マジェスティ（2020年）
  - 仮面ライダーギーツ ジャマト・アウェイキング（2024年）

### 舞台（出演）
- スーパー戦隊シリーズ
  - 鳥人戦隊ジェットマンショー（1991年、後楽園ゆうえんち野外ステージ） - 補助[9][注釈 2]
  - 五星戦隊ダイレンジャーショー（1993年、後楽園ゆうえんち野外ステージ） - 戦闘員[9][注釈 2]
  - 救急戦隊ゴーゴーファイブショー（1999年、後楽園ゆうえんち野外ステージ） - インプス[8][注釈 2]
  - 特捜戦隊デカレンジャーショー（2004年、スカイシアター）[注釈 2]
- 仮面ライダーシリーズ
  - 仮面ライダー電王 スペシャルトークショー 〜イマジン大集合!クライマックスだぜ!!〜（2007年） - リュウタロス
  - 仮面ライダー電王・ファイナルステージ（2008年） - リュウタロス
- 日光江戸村「忍者ショー」（1991年 - 1993年）[注釈 2]
- JAE presents VOL.6「十二人の怒れる人々」（2002年、シアターサンモール） - 五号[注釈 2]
- JAE presents Vol.7「十二人の怒れる人々」（2002年、シアターサンモール） - 陪審員（五号）[注釈 2]
- 新・幕末純情伝（2002年、東京芸術劇場小ホール）[注釈 2]
- ヘロヘロQカムパニー（2002年、池袋芸術劇場小ホール）[注釈 2]
- ボッシュ30周年パーティー（2002年、高輪プリンスホテル） - 忍者 役[注釈 2]
- SYU - RA 〜仕留めて候（2003年、前進座）[注釈 2]
- SAY YOU KIDS（2004年、シアターコクーン） - マツ 役[注釈 2]
- 蒲田行進曲 -城崎非情編-（2006年、青山劇場）[注釈 2]
- うまいよ、地球防衛ランチ 〜残さず食べてね〜（2009年、劇団ヘロヘロQカムパニー）
- カラクリ雪之JOE変化（2009年、劇団ヘロヘロQカムパニー） - 小文吾 役
- 汝知り初めし逢魔が刻に…（2010年、project☆＆p2） - 夜叉丸 役
- 戦国BASARA -蒼紅共闘-（2010年）
- 白鎧亜（2010年、JAE）

### CM（出演）
- NTT東日本 「ガッチャマン」（2000年）[注釈 2]
- アメリカンホームダイレクト「月光仮面プラス保険編」（2001年）[注釈 2]
- ツムラ ソフレ「しっかりさんとツルツルちゃん」（2001年）[注釈 2]
- テンプスタッフ（2001年）[注釈 2]
- 新スタンダードシート広告（2005年、ANA） - 乗客 役[注釈 2]

### CD（出演）
- スイートドラゴン（2000年、ウォーター・オリオン） - シーラ・ガンガ・ドラゴン 役[注釈 2]
- クロックタワー3（2001年、カプコン） - デニス吹き替え[注釈 2]
- J-MEN『限界revolution/Believe 〜君は君のままで〜』（2010年）

### ゲーム（出演）
- クロックタワー3（2002年、カプコン） - 兵士 役[注釈 2]
- 決戦（2004年、コーエー） - モーションプレイヤー[注釈 2]
- 戦国無双（2004年、コーエー） - モーションプレイヤー [注釈 2]
- 真・三國無双（2004年、コーエー） - モーションプレイヤー[注釈 2]
- 忍（2004年、アクワイア） - モーションプレイヤー[注釈 2]
- ニンジャタートルズ（2005年） - モーションプレイヤー[注釈 2]
- 武刃街2（2005年、タイトー） - グレイブ 役[注釈 2]
- 義経英雄伝2（2005年、フロムソフトウエア） - モーションプレイヤー[注釈 2]

### DVD（出演）
- ウィッチクローズ（2002年） - シュタイナー 役[注釈 2]
- R.O.M?（2004年、NTT東日本BBチャンネル） - SAT 役、アクションコーディネーター[注釈 2]
- リヤル防衛隊 YAJI KITA 特典 short film（2005年） - 喜多六 役[注釈 2]

### ネットムービー（出演）
- 仮面ライダーシリーズ
  - ネット版 仮面ライダーW FOREVER AtoZで爆笑26連発（2010年）
  - ネット版 オーズ・電王・オールライダー レッツゴー仮面ライダー 〜ガチで探せ！君だけのライダー48〜（2011年） - ショッカーの戦闘員
  - ネット版 仮面ライダー×スーパー戦隊 スーパーヒーロー大変 〜犯人はダレだ?!〜（2012年）
  - ネット版 仮面ライダー×スーパー戦隊×宇宙刑事 スーパーヒーロー大戦乙!〜Heroo!知恵袋〜あなたのお悩み解決します!（2013年）
  - dビデオスペシャル 仮面ライダー4号（2015年）
  - 仮面ライダービルド ハザードレベルを上げる7つのベストマッチ（2018年）
  - 仮面ライダージオウ スピンオフ RIDER TIME（2019年）
    - 仮面ライダージオウ スピンオフ PART1『RIDER TIME 仮面ライダーシノビ』
    - 仮面ライダージオウ スピンオフ PART2『RIDER TIME 仮面ライダー龍騎』
- JAEオリジナル ショートムービー「華麗なる追跡 TARGET-標的-」（2015年） - ACTIONクルー
- SICK'S 恕乃抄 〜内閣情報調査室特務事項専従係事件簿〜（2018年、Paravi） - ヤクザ 役

### イベント（出演）
- MASKED RIDER LIVE&SHOW 〜十年祭〜（2009年、国際フォーラム） - MC、ゲスト出演
- JAE・スペシャルイベント 俺たち参上!!（2009年、シアターGロッソ） - メインキャスト
- ももいろクローバーZ「サマーダイブ2011 極楽門からこんにちは」ものクロ帝国（2011年、よみうりランド イースト）
- 小倉祭（2012年、ネイキッドロフト） - メインキャスト
- JAE "春"プレミアムイベント ~Jump Up!~（2016年、新宿文化センター）

## スタッフ

### テレビドラマ（スタッフ）
- 土曜ワイド劇場『検事・朝日奈耀子シリーズ』
  - 第8作「医師&検事〜2つの顔を持つ女!空飛ぶ注射針トリック!?殺人犯を透視する“女”の罠」（2009年10月31日、テレビ朝日） - 殺陣
  - 第11作「医師&検事〜2つの顔を持つ女! 死体が歩いてアリバイを崩した!! ひまわりとコスモスの同時開花トリック!?」（2011年11月12日、テレビ朝日） - アクションコーディネーター
- ど根性ガエル（2015年7月 - 9月、日本テレビ） - アクション監督補佐
- 神の舌を持つ男（2016年7月 - 9月、TBS） - アクションコーディネーター補佐
- レンタル救世主（2016年10月 - 12月、日本テレビ） - アクションコーディネーター補
- おんな城主 直虎（2017年1月8日、NHK） - アクションコーディネーター補
- フランケンシュタインの恋（2017年、日本テレビ） - アクション・スタントアシスタント[11]
- トレース～科捜研の男～（2019年1月7日 - 、フジテレビ） - アクション監督[11]
- トクサツガガガ（2019年1月18日 - 3月1日、NHK） - アクション指導
- 竜の道 二つの顔の復讐者（2020年、フジテレビ） - アクションコーディネーター
- 世にも奇妙な物語'21 夏の特別編 (2021年6月26日、フジテレビ) - アクションコーディネーター[38]
- 世にも奇妙な物語 '21 秋の特別編（2021年11月6日、フジテレビ） - アクションコーディネーター[39]
- ドクターホワイト 第5話（2022年2月14日、関西テレビ・フジテレビ系） - アクションコーディネーター[40]
- 世にも奇妙な物語'22夏の特別編 (2022年6月18日、フジテレビ) - アクションコーディネーター
- テッパチ! （2022年7月 - 9月、フジテレビ） - アクションコーディネーター
- 忍者に結婚は難しい（2023年1月 - 3月）アクションコーディネーター
- わたしのお嫁くん 第6話（2023年5月17日、フジテレビ）アクションコーディネーター[41]
- 世にも奇妙な物語'23夏の特別編 (2023年6月17日、フジテレビ) - アクションコーディネーター
- ばらかもん 第4話[42]、第6話[43]（2023年8月2日、16日）アクションコーディネーター
- トクメイ!警視庁特別会計係（2023年、フジテレビ）アクションコーディネーター[44]
- 世にも奇妙な物語'23秋の特別編（2023年11月11日、フジテレビ）アクションコーディネーター[45]
- 院内警察（2024年 、フジテレビ） - アクションコーディネーター[46]
- 君が心をくれたから 第7話、第10話（2024年、フジテレビ）アクションコーディネーター[47] [48]
- 世にも奇妙な物語'24 夏の特別編 （2024年6月9日、フジテレビ） - アクションコーディネーター[49]
- アイシー〜瞬間記憶捜査・柊班〜（2025年1月21日 - 、フジテレビ） - アクションコーディネーター[50]

### バラエティー（スタッフ）
- いま何待ち?（2003年、CX） - 悪役アクションコーディネーター[注釈 2]
- Matthew's Best Hit TV（2003年、ANB） - アクションコーディネーター[注釈 2]
- 笑う犬の情熱（2003年、CX） - アクションコーディネーター[注釈 2]
- ココリコミラクルタイプ（2002年 - 2005年、CX） - プロレスアクション指導、アクションコーディネーター[注釈 2]
- 1億人の大質問!?笑ってコラえて! スタントマンの金の卵（2009年、日本テレビ） - アクション指導
- 余計なお世話かもしれませんが…（2017年、テレビ朝日） - アクション監督

### 特撮テレビドラマ（スタッフ）
- スーパー戦隊シリーズ
  - 海賊戦隊ゴーカイジャー（2011年 - 2012年） - アクション監督補佐（第1話）[2]
  - 快盗戦隊ルパンレンジャーVS警察戦隊パトレンジャー（2018年 - 2019年） - アクション監督（第18・19話）
  - 騎士竜戦隊リュウソウジャー（2019年 - 2020年） - アクション監督（第46 - 48話〈最終話〉）
  - 王様戦隊キングオージャー（2024年） - アクション監督補（第48話 - 第50話〈最終話〉）
  - 爆上戦隊ブンブンジャー （2024年） - アクション監督補佐 （第10[51]・11話[52]）
- 仮面ライダーシリーズ
  - 仮面ライダー鎧武（2013年 - 2014年） - アクション監督補佐
  - 仮面ライダードライブ（2014年 - 2015年） - アクション監督補
  - 仮面ライダービルド（2017年 - 2018年） - アクション監督補
  - 仮面ライダーセイバー（2021年） - アクション監督代行（第17章）[53]

### 映画（スタッフ）
- 仮面ライダーシリーズ（東映）
  - 劇場版 仮面ライダーディケイド オールライダー対大ショッカー（2009年） - アクション監督代理
  - 仮面ライダー×仮面ライダー ドライブ&鎧武 MOVIE大戦フルスロットル（2014年） - アクション監督補
- スーパーヒーロー大戦シリーズ（東映）
  - 仮面ライダー×スーパー戦隊 スーパーヒーロー大戦（2012年） - アクション監督補佐
  - 仮面ライダー×スーパー戦隊×宇宙刑事 スーパーヒーロー大戦Z（2013年） - アクション監督
- 宇宙刑事ギャバン THE MOVIE（2012年、東映） - アクション監督[11]
- 悼む人（2015年、東映） - アクション・スタントアシスタント[11]
- RANMARU 神の舌を持つ男（2016年12月3日、松竹） - アクションコーディネーター補佐
- GOZEN-純恋の剣-（2019年、東映） - アクション監督[33]
- 騎士竜戦隊リュウソウジャー THE MOVIE タイムスリップ!恐竜パニック!!（2019年、東映） - アクション監督補佐[33] ※ノンクレジット
- 翔んで埼玉 〜琵琶湖より愛をこめて〜（2023年） - アクションコーディネーター[54]

### オリジナルビデオ（スタッフ）
- てれびくん超バトルDVD 仮面ライダープライムローグ（2018年、東映） - アクション監督補

### Vシネマ（スタッフ）
- ビルド NEW WORLD 仮面ライダークローズ（2019年、東映） - アクション監督補
- テン・ゴーカイジャー（2022年） - アクション監督[55]
- 仮面ライダーセイバー 深罪の三重奏（2022年） - アクション監督補

### ネットムービー（スタッフ）
- 快盗戦隊ルパンレンジャー＋警察戦隊パトレンジャー ～究極の変合体！～（2018年、auビデオパス）[注釈 3]
- 警察戦隊パトレンジャー Feat. 快盗戦隊ルパンレンジャー ～もう一人のパトレン2号～（2018年、東映特撮ファンクラブ）[注釈 3]
- 爆上戦隊ブンブンジャー formation lap 始末屋 オブ ギャラクシー（2025年） - アクション監督補佐

### ヒーローショー（スタッフ）
- 獣電戦隊キョウリュウジャー（2013年）
  - 「荒れるぜ！真夏のキョウリュウ大決戦!!」
- 烈車戦隊トッキュウジャー（2014年 - 2015年）
  - 「烈車戦隊トッキュウジャー！シアターGロッソに現る!!」 - アクション監督補佐
  - 「最終列車がやってくる！輝けレインボーライン!!」
- 手裏剣戦隊ニンニンジャー（2015年）
  - 「最強忍者が暴れるぜ！真夏のニンジャ祭り!!」
- 動物戦隊ジュウオウジャー（2016年）
  - 「動物戦隊ジュウオウジャー シアターGロッソに現る!!」 - 演出兼アクション監督
  - 「友情パワー全開！5人の絆をなめるなよ!!」
  - 「伝説大解放！ジュウオウイーグル覚醒!!」
- 宇宙戦隊キュウレンジャー（2017年）
  - 「宇宙戦隊キュウレンジャー！シアターGロッソに現る!!」 - 演出
  - 「究極の選択！天秤にかけられた友情!!」 - 野川瑞穂と共同演出兼共同アクション監督

### 舞台（スタッフ）
- K（2014年、ブルーシアター） - 殺陣補佐

### イベント（スタッフ）
- ももいろクローバーZ「ももクロの子供祭り2013 〜守れ!みんなの東武動物公園〜」（2013年、東武動物公園）
- ももいろクローバーZ「ももクロ夏のバカ騒ぎ2014 日産スタジアム大会」（2014年、横浜国際総合競技場）